# Fledermausrevier Rüdersdorf
Fledermausrevier Rüdersdorf este o arie protejată (arie specială de conservare — SAC, sit de importanță comunitară — SCI) din Germania întinsă pe o suprafață de 2,71 ha, integral pe uscat.

## Localizare
Centrul sitului Fledermausrevier Rüdersdorf este situat la coordonatele 52°29′01″N 13°47′24″E / 52.4836°N 13.79°E.

## Înființare
Situl Fledermausrevier Rüdersdorf a fost declarat sit de importanță comunitară în martie 2004.

## Biodiversitate
Situată în ecoregiunea continentală, aria protejată nu include niciun habitat protejat.
La baza desemnării sitului se află mai multe specii protejate de  mamifere (4): liliac cârn (Barbastella barbastellus), liliac cu urechi mari (Myotis bechsteinii), liliac de iaz (Myotis dasycneme), liliac comun (Myotis myotis).
Pe lângă speciile protejate, pe teritoriul sitului au mai fost identificate 9 specii de mamifere.